# Chiesa di Sant'Anastasia (Sardara)
La chiesa di Sant'Anastasia è un edificio religioso situato a Sardara, centro abitato della Sardegna sud-occidentale. Consacrata al culto cattolico, fa parte della parrocchia della Beata Vergine Assunta, diocesi di Ales-Terralba.

Chiesetta di origine bizantina, anche se il suo assetto attuale risale al XV secolo. Al suo interno si trova un pozzo sacro di età nuragica oltre a un fonte battesimale del '500, un Cristo ligneo del '600 e la statua di sant'Anastasia.

## Galleria d'immagini

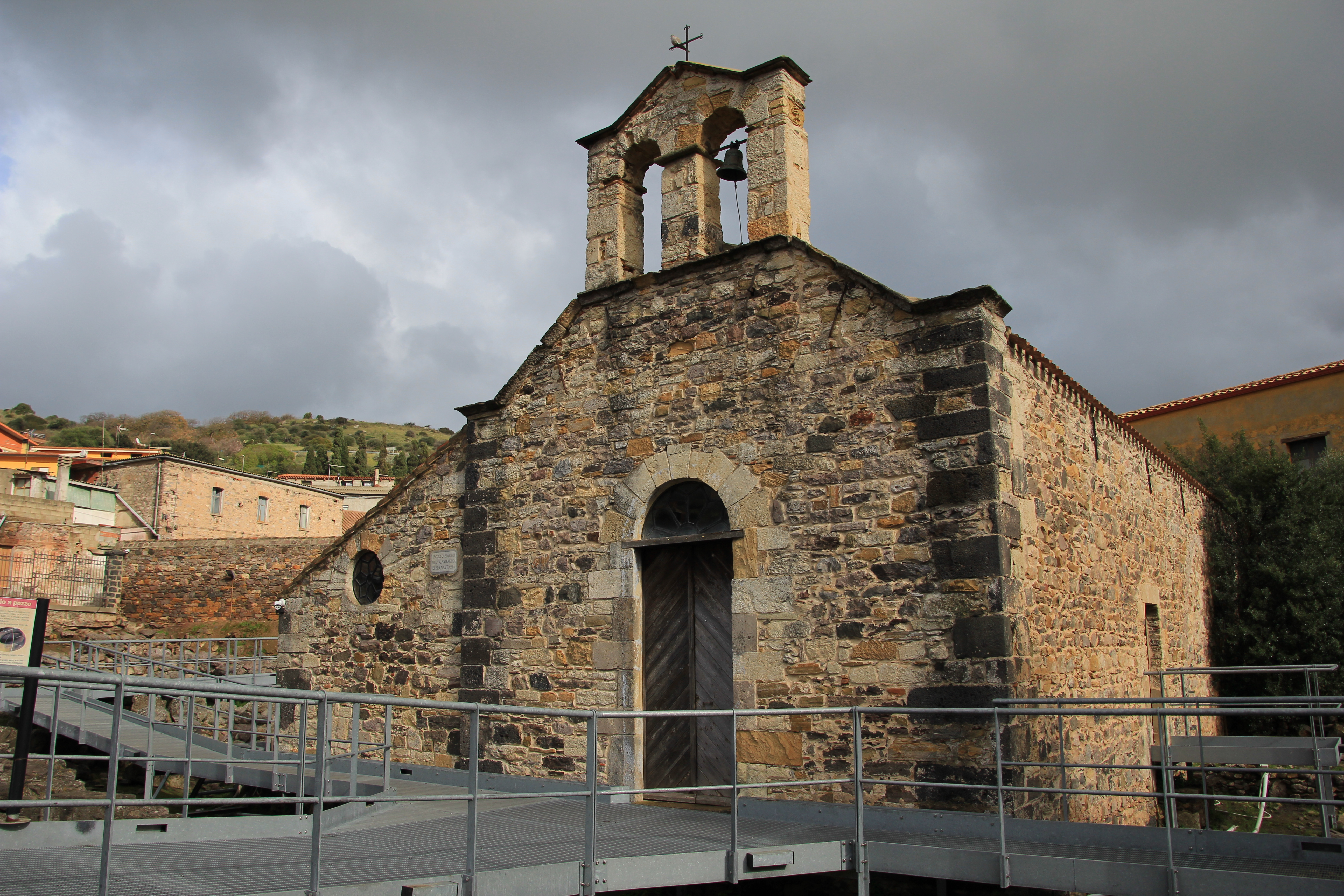
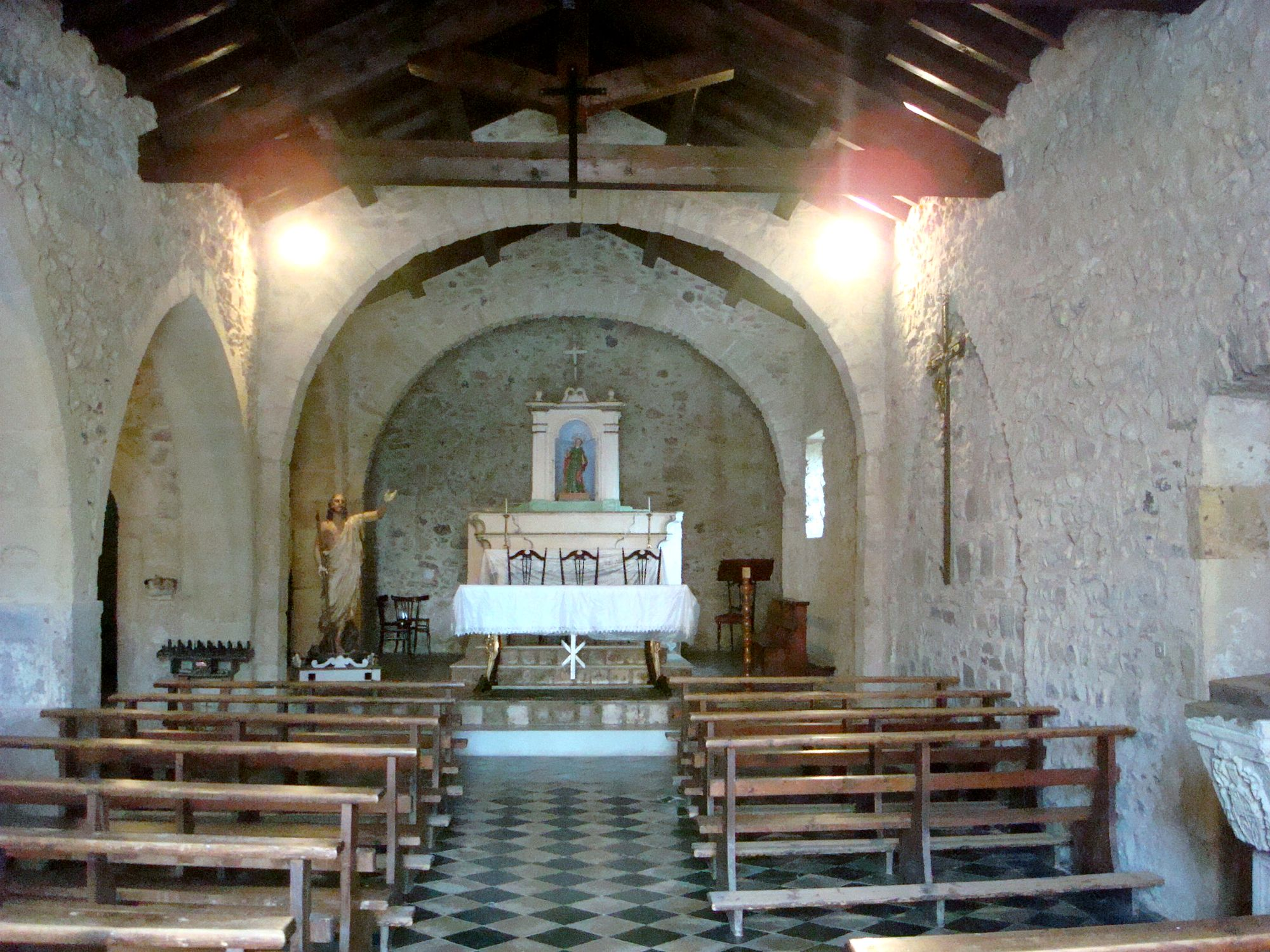
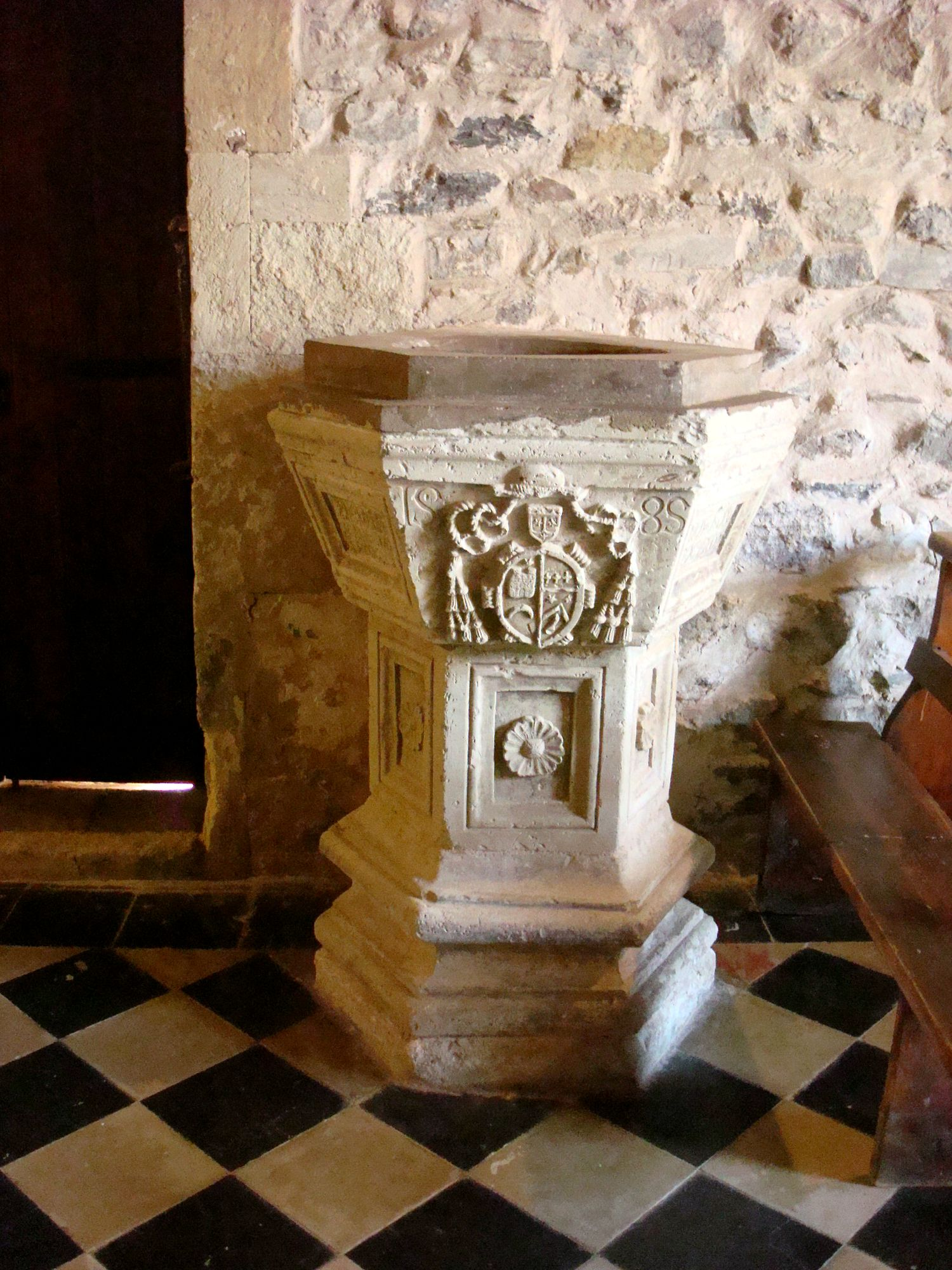